# Bahnstrecke Demmin–Tutow
| Streckennummer: | 6793                 |                           |                           |
| Spurweite: | 1435 mm (Normalspur) |                           |                           |
| |                      |                           |                           |
| \| \| \| von Stralsund \| \| \| \| 0,0 \| Demmin \| Demmin \| \| \| \| nach Berlin \| \| \| \| 5,0 \| Eugenienberg \| Eugenienberg \| \| \| 6,1 \| Siedenbrünzow Umspannwerk \| Siedenbrünzow Umspannwerk \| \| \| \| B 110 \| \| \| \| \| \| \| \| \| 8,2 \| Heidekrug \| Heidekrug \| \| \| \| B 110 \| \| \| \| \| \| \| \| \| \| Flugplatz Tutow \| \| \| \| 12,5 \| Kruckow \| Kruckow \| \| \| 13,7 \| Tutow \| Tutow \| |                      |                           |                           |
| Strecke |                      | von Stralsund             | von Stralsund             |
| Bahnhof | 0,0                  | Demmin                    | Demmin                    |
| Abzweig ehemals geradeaus und nach rechts |                      | nach Berlin               | nach Berlin               |
| Haltepunkt / Haltestelle (Strecke außer Betrieb) | 5,0                  | Eugenienberg              | Eugenienberg              |
| Bahnhof (Strecke außer Betrieb) · Betriebsstelle Streckenanfang (Strecke außer Betrieb) | 6,1                  | Siedenbrünzow Umspannwerk | Siedenbrünzow Umspannwerk |
| Strecke (außer Betrieb) · Bahnübergang (Strecke außer Betrieb) |                      | B 110                     | B 110                     |
| Abzweig geradeaus und von links (Strecke außer Betrieb) · Strecke nach rechts (außer Betrieb) |                      |                           |                           |
| Haltepunkt / Haltestelle (Strecke außer Betrieb) | 8,2                  | Heidekrug                 | Heidekrug                 |
| Bahnübergang (Strecke außer Betrieb) |                      | B 110                     | B 110                     |
| Abzweig geradeaus und nach links (Strecke außer Betrieb) · Strecke von rechts (außer Betrieb) |                      |                           |                           |
| Strecke (außer Betrieb) · Betriebsstelle Streckenende (Strecke außer Betrieb) |                      | Flugplatz Tutow           | Flugplatz Tutow           |
| Haltepunkt / Haltestelle (Strecke außer Betrieb) | 12,5                 | Kruckow                   | Kruckow                   |
| Kopfbahnhof Streckenende (Strecke außer Betrieb) | 13,7                 | Tutow                     | Tutow                     |

Die Bahnstrecke Demmin–Tutow ist eine heute stillgelegte Nebenbahn in Mecklenburg-Vorpommern. Die ca. 14 km lange normalspurige Bahnstrecke, die einige Kilometer parallel neben der Schmalspurbahn Demmin–Altentreptow der Demminer Kleinbahnen Ost verlief, schloss den Flugplatz Tutow ans Eisenbahnnetz an.
Die Strecke wurde 1935 eröffnet. Haltestellen waren zunächst nur in Demmin und Tutow. Nach dem Zweiten Weltkrieg diente die Strecke einige Zeit lang auch dem öffentlichen Personenverkehr, wofür zusätzliche Haltestellen in Eugenienberg, Siedenbrünzow, Heidekrug und bei Kruckow eingerichtet wurden. In den 1960er Jahren wurde der Personenverkehr wieder eingestellt. Für den Güterverkehr blieb die Strecke in Betrieb, neben dem Flugplatz wurde zu DDR-Zeiten auch noch ein Umspannwerk in Siedenbrünzow bedient. Zum 1. Juni 1996 wurde die Strecke in ein Nebengleis des Bahnhof Demmin umgewandelt. Heute ist sie ganz aufgelassen.